# Kremnička

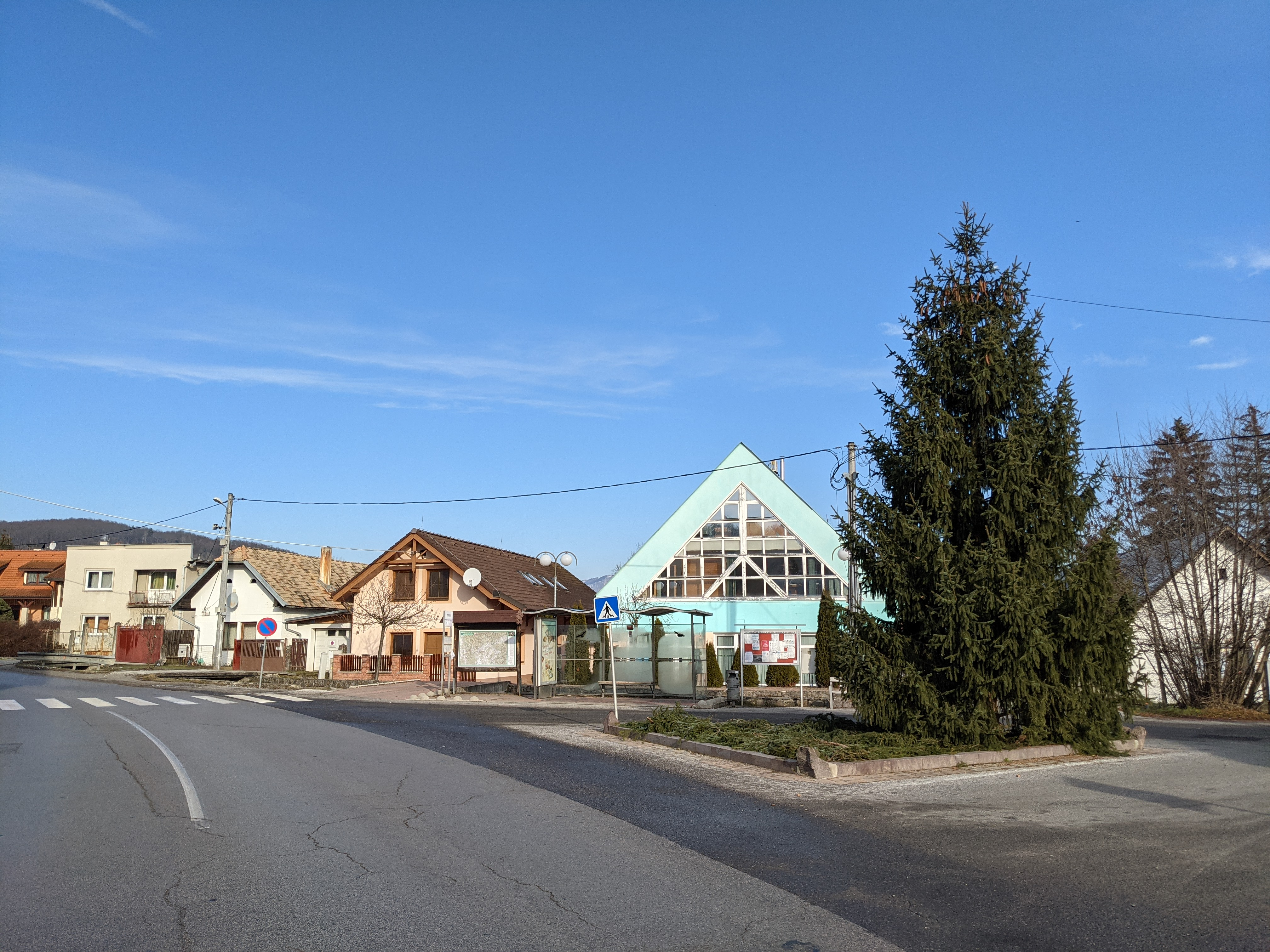
Ortsmitte von Kremnička

Kremnička (deutsch Altkremmnitz, ungarisch Keremcse – bis 1888 Körmöcske oder Körmöcke) ist eine ehemalige Gemeinde und seit 1970 ein Stadtteil von Banská Bystrica in der Mittelslowakei. Kremnička liegt südlich des Stadtzentrums von Banská Bystrica auf der rechten Seite des Hron, am Übergang vom Talkessel Zvolenská kotlina in die westlich gelegenen Kremnitzer Berge.

## Geschichte
Der Ort wurde zum ersten Mal 1291 als Keremchen schriftlich erwähnt und gehörte damals zum Herrschaftsgebiet von Altsohl. 1828 zählte man 33 Häuser und 181 Einwohner, die als Landwirte beschäftigt waren, früher waren auch Töpferei und Fuhrwesen verbreitet. 1850 wurde eine Ziegelei gegründet.
Bis 1918 gehörte der Ort im Komitat Sohl zum Königreich Ungarn und kam danach zur neu entstandenen Tschechoslowakei beziehungsweise heutigen Slowakei. In der Zeit der ersten tschechoslowakischen Republik gab es eine Brennerei. Traurige Bekanntheit erlangte der Ort im Zweiten Weltkrieg, als nach der Niederschlagung des Slowakischen Nationalaufstandes in mehreren, von den Bereitschaftseinheiten der Hlinka-Garde und deutschem Einsatzkommando 14 verübten Massenerschießungen vom November 1944 bis März 1945 insgesamt 747 Menschen hingerichtet wurden, zumeist Juden, aber auch Roma, Partisanen oder Regimegegner.
In der Volkszählung 1961, der letzten vor der Eingemeindung, wohnten 448 Einwohner in der Gemeinde.

## Bauwerke und Denkmäler

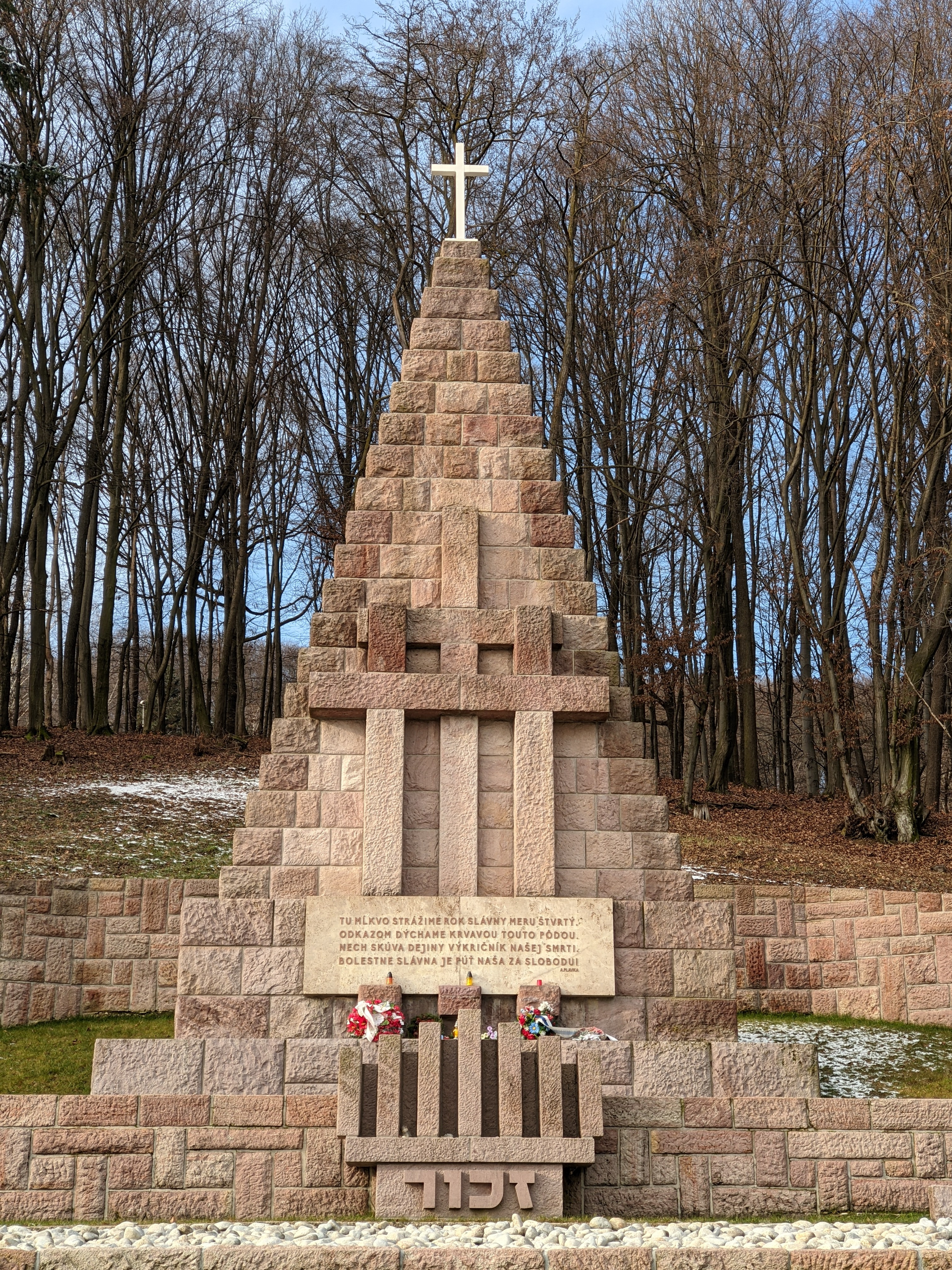
Mahnmal

- Mahnmal für die Opfer des Slowakischen Nationalaufstandes von Dušan Jurkovič aus dem Jahr 1949